# Wilhelm Arndt
Wilhelm Ferdinand Arndt (* 27. September 1838 in Lobsens in der Provinz Posen; † 9./10. Januar 1895 in Leipzig) war ein deutscher Historiker und Paläograf.

## Leben
Nach dem Schulbesuch in Elbing und Kulm begann Arndt 1858 ein Studium der Geschichte an der Universität Berlin bei Leopold von Ranke und wechselte bereits nach einem Jahr an die Universität Göttingen, um dort das Seminar von Georg Waitz zu besuchen. 1861 promovierte er in Göttingen über ein Mittelalter-Thema zum Dr. phil. mit summa cum laude und erhielt danach auf Vermittlung von Waitz eine Anstellung als Redakteur bei der Monumenta Germaniae Historica, für die er bis 1875 auf vielen Reisen durch Europa beachtliche Quellen zur Veröffentlichung erschloss.
Nebenher beschäftigte er sich, wenn auch nicht ganz fernliegend mit der Paläografie und gab für die Historischen Hilfswissenschaften bedeutsame Schrifttafeln (siehe Michael Tangl) heraus, in denen die Entwicklung der mittelalterlichen Schriften ablesbar waren. Diese erschienen 1874 in erster und 1887 in zweiter Auflage. 1875 habilitierte sich Arndt an der Universität Leipzig und wurde im Jahr darauf außerordentlicher Professor. Dieses geschah gegen den Widerstand von Heinrich Wuttke, der den Schwerpunkt von Arndts Arbeiten auf dem Gebiet der Edition mittelalterlicher Urkunden für zweitrangig angesehen hatte. Allerdings bekam er erst 19 Jahre später, kurz vor seinem plötzlichen Tod seine Berufung auf den ordentlichen Lehrstuhl. Dass es so lange dauerte, lag nicht zuletzt an den beständigen Spannungen mit dem Direktor des Historischen Seminars Wilhelm Maurenbrecher.
Arndt war Mitglied im Leipziger Professorenverein.
Der Landschaftsmaler Franz Gustav Arndt (1842–1905) war sein Bruder.

## Schriften (Auswahl)
- mit Michael Tangl: Schrifttafeln zur Erlernung der lateinischen Palaeographie. 2 Bände, Grote, Berlin 1904–1907.
- Giselberti chronicon. Hanoniense ex recensione Wilhelmi Arndt. In usum scholarum ex Monumentis Germaniea historiecis recudi fecit Georgius Heinricus Pertz. Hahn, Hannover 1869.